# باول تيري (لاعب كريكت)
باول تيري (14 يناير 1959 في ألمانيا - ) (بالإنجليزية: Paul Terry)‏ هو لاعب كريكت بريطاني. شارك مع منتخب إنجلترا للكريكت. أما مع النوادي، فقد لعب مع نادي مقاطعة هامبشاير للكريكت ‏ ونادي مارليبون للكريكت ‏.

## وصلات خارجية
- باول تيري على موقع إي آس بي آن كريك إنفو (الإنجليزية)